# 特爾烏姆阿邁爾
聖伊拉里昂修道院（英語：Saint Hilarion Monastery）/特爾烏姆阿邁爾（Tell Umm Amer）遺址位於努塞拉特市（英語：Nuseirat Municipality）的沿海沙丘上，是中東最早的修道院的遺址之一，其歷史可追溯至4世紀。該修道院由聖伊拉里昂 (英語：Saint Hilarion) 創建。它是聖地地區最初的修道院社區之一，為修道院實踐在該地區的傳播奠定基礎。該修道院在亞洲和非洲之間主要貿易和通訊路線的交匯地帶佔據戰略地位。如此地理位置促進了其作為宗教、文化和經濟交流中心的作用，體現拜占庭時期荒漠地帶修道院中心的高度發展。
2024年7月26日，聯合國教育、科學及文化組織委員會在緊急機制下宣布該遺址為世界遺產。